# Ennominae
Ennominae je najveća potfamilija porodice geometarskih moljca (Geometridae) sa oko 9.700 opisanih vrsta u 1.100 rodova. Većina vrsta je prilično mala, mada neke (kao što je velika brezina grbica) narastu da budu veoma velike. Ova potfamilija ima globalnu distribuciju. Ona obuhvata neke od vrste koje su ozloglašene štetočine usled defolijacije. Podporodicu je prvi opisao Filogen Avgust Džozef Dupončel 1845. godine.

## Odabrani rodovi
Pleme Baptini
- Lomographa

Pleme Boarmiini
- †Eogeometer (Fischer, Michalski & Hausmann, 2019)[1]

Pleme Bupalini
- Bupalus

Pleme Caberini
- Cabera

Pleme Campaeini
- Campaea

Pleme Colotoini
- Colotois

Pleme Erannini
- Erannis

Pleme Gnophini
- Charissa
- Gnophos
- Hirasa

Pleme Gonodontini
- Aethiopodes (ponekad u Odontopera)
- Odontopera

## Rodoviincertae sedis
Brojni rodovi do sada nisu definitivno pripadali plemenu. Time su obuhvaćeni:
- Adalbertia
- Anavitrinelia
- Bichroma
- Chelotephrina
- Chemerina
- Chesiadodes
- Ciropteryx
- Compsoptera
- Cyclomia
- Declana - Nacophorini
- Enconista
- Entomopteryx
- Eubarnesia
- Geolyces
- Guara
- Hispophora
- Hoplosauris - Ennomini
- Hulstina
- Hyalinetta
- Hyalostenele
- Hylemeridia
- Hypochrosis
- Leptepistomion
- Lhommeia
- Liodesina
- Lobocraspeda
- Melanochroia
- Mericisca
- Metanema
- Metarranthis
- Miantochora
- Nepterotaea
- Neritodes - Macariini
- Onychora
- Ortaliella
- Orthocabera - Abraxini
- Orthofidonia - Boarmiini
- Paraglaucina
- Parapheromia
- Prionomelia
- Probole
- Pseudocoremia - Boarmiini
- Pterotaea
- Pyrinia
- Rhoptria
- Slossonia
- Sperrya
- Syncirsodes
- Synglochis
- Toulgoetia
- Tracheops
- †Tritocleis
- Xenoecista
- Xylopteryx
- Zamarada

## Fosil
Nemački naučnici su 2019. godine otkrili prvu geometridnu gusenicu u baltičkom ćilibaru. Opisana pod Eogeometer vadens, merila je oko 5 mm (0,20 in), a procenjeno je da je stara 44 miliona godina, i da datira još iz eocenske epohe. Ona je opisana kao najraniji dokaz za potporodicu Ennominae, posebno za pleme Boarmiini.

## Literatura
- Holloway, J. D. (1994), The Moths of Borneo: Family Geometridae, Subfamily Ennominae, London
- Savela, Markku. „Ennominae”. Lepidoptera and Some Other Life Forms. Приступљено 1. 7. 2019.
- Young, Catherine J. (2008), Characterisation of the Australian Nacophorini using adult morphology, and phylogeny of the Geometridae based on morphological characters (PDF) (1736), Zootaxa, стр. 1—141